# Ядранко Богичевич
Ядранко Богичевич (босн. Jadranko Bogičević, нар. 11 березня 1983, Власениця, СФРЮ) — боснійський футболіст, захисник боснійського клубу «Желєзнічар».

## Клубна кар'єра
Футбольну кар'єру розпочав у клубі «Єдинство» (Брчко), після чого перейшов до гранду сербського футболу, белградської «Црвени Звезди». У команді провів два сезони, але шансів проявити себе багато не отримав. Зіграв 2 матчі в Першій лізі чемпіонату Сербії і Чорногорії сезону 2003/04 років, а наступного сезону на поле не виходив. Після невдалого вояжу до Сербії повернувся в Боснію, де спочатку захищав кольори «Бораца», а в 2007 році перейшов у ФК «Модрича». З січня 2010 року виступав за сараєвський «Желєзнічар», а в 2013 році перейшов у «Хапоель» (Рамат-ха-Шарон), проте незабаром перейшов у сараєвський «Олімпік». У 2016 році повернувся до «Желєзнічара».

## Кар'єра в збірній
У 2005 році зіграв 4 матчі в футболці молодіжної збірної Боснії і Герцеговини.

## Досягнення
«Црвена Звезда»
- Перша ліга
  -  Чемпіон (1): 2003/04
- Кубок Сербії і Чорногорії
  -  Володар (1): 2003/04

«Борац»
- Прем'єр-ліга
  -  Чемпіон (1): 2007/08

«Олімпік» (Сараєво)
- Кубок Боснії і Герцеговини
  -  Володар (1): 2014/15

«Желєзнічар»
- Прем'єр-ліга
  -  Чемпіон (3): 2009/10, 2011/12, 2012/13
- Кубок Боснії і Герцеговини
  -  Володар (3): 2009/10, 2011/12, 2017/18